# Sidney Wicks
Sidney Wicks (* 19. September 1949 in Los Angeles, Kalifornien) ist ein ehemaliger US-amerikanischer Basketballspieler, der von 1971 bis 1981 in der NBA aktiv war.

## Karriere
Wicks spielte eine sehr erfolgreiche Collegekarriere bei den UCLA Bruins. So gewann er von 1969 bis 1971 drei Collegemeisterschaften. Im anschließenden Draft wurde er von den Portland Trail Blazers an zweiter Stelle ausgewählt. Vor dem Draft zahlten die Blazers 250.000 US-Dollar an die Cleveland Cavaliers, die das erste Auswahlrecht hatten, um Wicks nicht zu draften. Ebenso wurde Wicks von der Konkurrenzliga ABA umworben, dessen Rechte sich die Dallas Chaparrals sicherten.
Wicks spielte mit 24,5 Punkten und 11,5 Rebounds pro Spiel, eine beeindruckende Rookiesaison und wurde sowohl zum NBA All-Star wie auch zum Rookie of the Year gewählt. Wicks spielte an der Seite von Geoff Petrie fünf Jahre bei den Blazers. Er erzielte in dieser Zeit 22 Punkte und 10 Rebounds im Schnitt und wurde noch weitere drei male in das All-Star Game eingeladen.
1976 wechselte Wicks zu den Boston Celtics und erreichte 1977 das erste und einzige Mal in seiner Karriere die Playoffs. Die folgenden Jahre baute Wicks Leistungsmäßig schnell ab, so dass er bei den Clippers nur noch auf 11 Punkte und 7 Rebounds im Schnitt kam.
Nach seiner NBA-Karriere spielte Wicks ein Jahr in Italien bei Reyer Venezia Mestre.